# Władysław Dowmont
Władysław Dowmont (ur. 23 lipca 1879 w Wilnie, zm. 7 września 1960 we Włocławku) – polski fotograf.

## Życiorys
Urodził się w Wilnie w rodzinie Romualda i Amelii z Czerniewskich Dowmontów. Pochodził ze średniowiecznej, szlacheckiej rodziny litewskich kniaziów pieczętującej się herbem Pogoń. Tradycje fotograficzne istniały w rodzinie Dowmontów już w poprzednim pokoleniu. Pierwszym fotografem z tej rodziny, i jednocześnie jednym z pierwszym fotografów w Wilnie był Walerian Wincenty Dowmont (ok. 1822-1886), syn ciotecznego dziadka Władysława.
Swoje pierwsze praktyki Władysław Dowmont odbył w Zakładzie Fotograficznym Władysława Zatorskiego w Kownie. Dowmontowie musieli opuścić Kowno z powodu represji, jakie spotykały ich za krzewieni polskości na Litwie.
W 1900 r. przyjechał do Włocławka wraz z Marią z Rodziewiczów Dowmontt (1865-1953), żoną swojego kuzyna, także fotografa Piotra Heliodora Dowmontta (1863-1910). Piotr Dowmontt był synem ww. Waleriana. Maria Dowmontt wykupiła wcześniej na potrzeby pracowni męża atelier przy obecnej ulicy 3 Maja 15, dawniej nazywanej Szeroką lub Nową. Pracownia istniała w tym miejscu już od połowy XIX wieku. Ponieważ przyjazd jej męża do Włocławka opóźniał się, sprzedała pracownię Karolowi Szałwińskiemu, który utworzył w tym miejscu Zakład Fotografii Artystycznej własnego imienia. Umowa z Szałwińskim zawierała klauzulę, według której Piotr Dowmontt nie mógł otworzyć we Włocławku atelier pod własnym nazwiskiem. Z tego powodu nie zdecydował się wówczas przyjechać do Włocławka i otworzyć tu własnej pracowni. Władysław Dowmont zatrudnił się jako praktykant w zakładzie fotograficznym Szałwińskiego.
Karol Szałwiński zginął w 1906 roku w katastrofie na rzece Wiśle. Ponieważ nie założył własnej rodziny, jego atelier wykupił jego uczeń Władysław Dowmont. Jednocześnie wygasła umowa zawarta niegdyś między Karolem Szałwińskim a Marią Dowmontt, dzięki czemu jej mąż Piotr mógł otworzyć we Włocławku własną pracownię. Zakład Fotograficzny Piotra Dowmontta został otwarty w przygotowanej wcześniej pracowni przy ul. Brzeskiej 13, dzierżawionej dotąd przez Adama Kaszubskiego. Z uwagi na podobieństwo nazwisk między Władysławem a jego kuzynem, a także wysoką renomę jaką zdobył sobie wcześniej Karol Szałwiński, Dowmont postanowił prowadzić swój warsztat pod nazwiskiem byłego właściciela. Fotografie swojego autorstwa sygnował inicjałami W.D. W 1935 r. przeniósł warsztat do swojego domu przy Placu Wolności 7.
Władysław Dowmont rozszerzył zakres świadczonych usług. Szałwiński interesował się głównie fotografią portretową. Dowmont, obok portretów indywidualnych i zbiorowych, wykonywał także zdjęcia reportażowe, pejzaże i zdjęcia architektury, w tym tej przemysłowej. Miał okazję wykonać portret m.in. ks. Stefana Wyszyńskiego. Dokumentował niemiecką okupację Włocławka w czasie I wojny światowej. Wykonał zdjęcia takich obiektów jak Cerkiew św. Mikołaja, które często są jednymi z nielicznych zachowanych do dziś fotografii tych budowli. Za swoje osiągnięcia na polu fotografii otrzymał złoty medal na Wystawie Rzemieślniczo-Przemysłowej w 1910 roku w Moskwie. W 1927 r. cennik Dowmonta wynosił 1 zł za portret indywidualny i 3 zł za zdjęcie grupowe.
Był członkiem Oddziału Kujawskiego Polskiego Towarzystwa Krajoznawczego.
Zmarł 7 września 1960 roku. Został pochowany w rodzinnym grobowcu z końca XIX wieku na Cmentarzu Komunalnym we Włocławku, kwaterze nr 43A/1/12.

## Życie prywatne

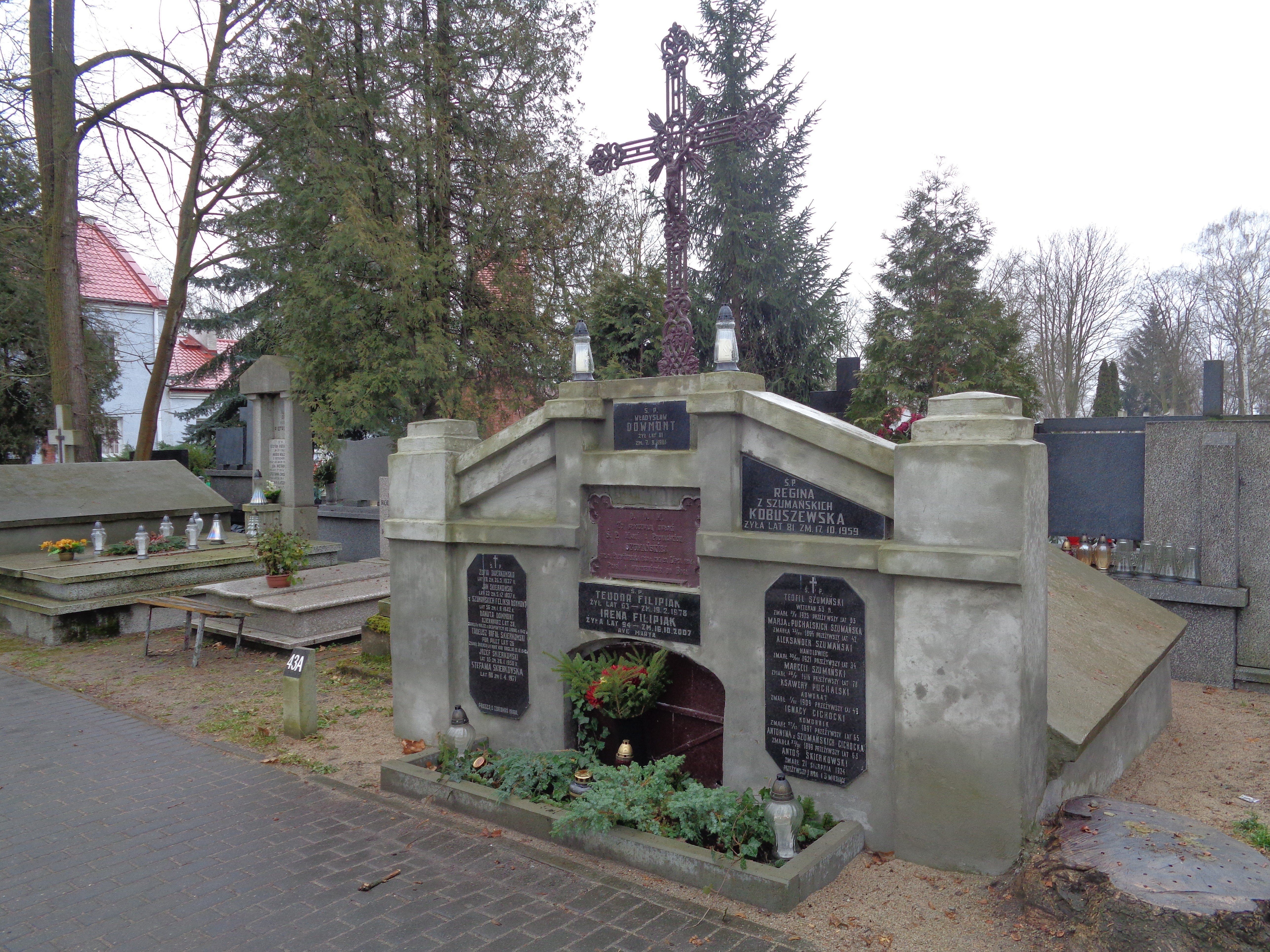
Grobowiec na Cmentarzu Komunalnym we Włocławku, w którym spoczął Władysław Dowmont

29 kwietnia 1911 roku poślubił Feliksę z Szumańskich (1884-1942), działaczkę społeczną i radną Włocławka. Feliksa była spokrewniona z Karolem Szałwińskim. Była ona córką Marianny z Puchalskich Szumańskiej (1853-1894), przyrodniej siostry Tekli Marcjanny Szałwińskiej (1842-1910), matki Karola.
Dowmontowie mieszkali w jednym z domów przy Placu Wolności 7, gdzie znajdowała się m.in. piekarnia, należąca kiedyś do ojca Feliksy z Szumańskich, Teofila (1842-1925). Obecnie domy te nie istnieją. Znajdowały się one w miejscu, gdzie dziś jest podwórze budynku z lat 70..
Para miała dwie córki, Marię Irenę zamężną Filipiak (1913-2007) i Danutę (1915-1944). Danuta Dowmont była dziennikarką. W czasie II światowej była członkinią Związku Walki Zbrojnej-Armii Krajowej o pseudonimie Jolanta. Razem z Tadeuszem Wojciechem Wojciechowskim (1908-1944) została pochwycona przez hitlerowców i osadzona w więzieniu przy ul. Łąckiego. 14 stycznia została rozstrzelana wraz z nim na Placu Solskich we Lwowie.
Maria Irena poszła w ślady ojca i od 1945 roku pracowała w zakładzie fotograficznym ojca. Po śmierci ojca to ona przejęła jego zakład, cały czas prowadząc go pod szyldem K. Szałwiński. W 1967 r. przeniosła go na ulicę Żabią 13 (dom nr 227). Wcześniej swoją pracownię mieli tu m.in. Bolesław Sztejner i Chananel Ber Zonabend, który prowadził swój zakład pod nazwą Bernardi. W 1991 roku Irena Filipiak przeszła na emeryturę. Później w to miejsce przeniesiony został zakład państwa Rutkowskich (obecnie Jolanty Rutkowskiej), istniejący od 1988 roku, w 2019 r. przeniesiony na ul. Jagiellońską 13.
Córką M.I. Filipiak jest filolog i bibliotekarka Wojewódzkiej Biblioteki Publicznej - Książnicy Kopernikańskiej w Toruniu, odznaczona m.in. Srebrnym Krzyżem Zasługi Danuta Anna Krełowska (ur. 1946).

## Spuścizna
W 1991 roku córka i następczyni Władysława Dowmonta, Maria Irena Filipiak sprzedała część zabytkowego wyposażenia warsztatu swojego ojca, a wcześniej Karola Szałwińskiego Muzeum Ziemi Kujawskiej i Dobrzyńskiej we Włocławku. Obejmuje ono m.in. złoty medal z wystawy moskiewskiej z 1910 roku, prywatną pelerynę Władysława Dowmonta, aparaty fotograficzne, negatywy, parawany, prasę do fotografii, krzesła, taborety, fotele i matrycę z napisem „K. Szałwiński”. Wyposażenie warsztatu jak i fotografie autorstwa Szałwińskiego i Dowmonta są eksponowane w Muzeum Historii Włocławka, gdzie utworzono z nich osobną ekspozycję pod tytułem Zakład fotograficzny z XIX/XX w. Zdjęcia aut. Szałwińskiego i Dowmonta można zobaczyć także w zbiorach Danuty Krełowskiej, opublikowanych na łamach Biblioteki Kolekcji Prywatnych. Prace Władysława Dowmonta zostały wykorzystane przy okazji wystawy towarzyszącej konferencji pt. Niepodległa w Kulturze: kultura Kujaw i Pomorza w okresie międzywojennym, zorganizowanej przez Danutę Krełowską i jej syna Zbigniewa w Książnicy Kopernikańskiej z okazji 100-lecia odzyskania przez Polskę niepodległości. Dowmont był jednym z artystów, którego fotografie zainspirowały historyka Andrzeja Winiarskiego do napisania wydanej w 2008 r. publikacji pt. Włocławek na starej fotografii.